# 岩隈久志
岩隈 久志（いわくま ひさし、1981年4月12日 - ）は、東京都東大和市出身の元プロ野球選手（投手、右投右打）・コーチ、解説者。MLBのシアトル・マリナーズ特任コーチ・アドバイザー、少年硬式野球チームの青山東京ボーイズ創設者・コーチ。

## 概要
投手として大阪近鉄バファローズでは1度のリーグ優勝に貢献。個人ではNPBでタイトル（5回）・主要表彰（4回）を獲得している。
NPBではパ・リーグの大阪近鉄バファローズ、東北楽天ゴールデンイーグルスでエースとして活躍し、MLBではアジア人として野茂英雄以来2人目となるノーヒットノーランを達成した。
日本代表では、1度のWBC優勝に貢献。2004年アテネオリンピック野球の銅メダリスト。
元プロ野球選手（内野手・外野手、右投右打）・コーチ・監督の広橋公寿は義父、独立リーグの四国アイランドリーグ第1期生として、高知ファイティングドッグスへ1年間在籍していた広橋貴寿は義兄にあたる。

## 経歴

### プロ入り前
小学校1年生の時から野球を始める。東京都東大和市に住んでいたこともあって、本拠地が家から近い西武ライオンズのファンであった。中学時代は東大和リトルシニアでプレーし、堀越高等学校に進学。
堀越高校は野球推薦で入学したが、技術のことよりも連帯責任や精神的な指導が多い部活環境が合わず、1年の秋には退学覚悟で退部も考えたが、担任から「野球部じゃなくてもいいじゃないか。高校は卒業しておけ」と言われたことや、シニア時代の監督から「お前が野球を好きなら続けなさい」と助言を受け、思い留まった。3年夏は西東京大会準決勝で日大三高にコールド負けするなど甲子園に出場はできなかったが、春の大会でプロ注目の選手が多かった帝京高校と対戦して好投するとプロのスカウトの目に留まり、1999年度ドラフト会議にて大阪近鉄バファローズから5位指名を受けて入団。なおこの時、中日ドラゴンズも4位で指名するプランを持っていたが、球団事情で指名を見送ったという。

### 近鉄時代
2000年、一軍で登板することはなく、シーズンオフに黒潮リーグに参加し、149km/hを記録するなど首脳陣から期待を受ける。
2001年、5月29日の対日本ハムファイターズ戦で8回裏1点リードの状況で初登板し、9回裏に小笠原道大にソロ本塁打を打たれて同点に追いつかれた。しかし、延長10回表に近鉄打線が爆発し、中村紀洋のこの日3本目の本塁打となる満塁弾などで大きく勝ち越し、結果近鉄が17-12で勝利して岩隈はプロ初登板初勝利を挙げた。試合後には「自分が抑えていればすんなり勝てている状態だったのに打たれてしまいチームに申し訳ない」と語り、プロ初勝利の喜びの声はなかった。この年の後半戦に活躍し、最終的には完封1つを含む4勝2敗。手薄であった近鉄投手陣に貢献し、チームのリーグ優勝への力となった。ヤクルトスワローズとの日本シリーズでは第2戦に先発している（勝敗つかず）。
2002年、先発ローテーションの一角として23試合に登板し8勝7敗を記録する。12月、21歳で西武ライオンズ・広橋公寿打撃コーチ（当時）の長女と結婚。
2003年、チーム最多となる15勝を挙げ、この年の最多完投、最多無四球を記録する。
2004年、自身初の開幕投手に抜擢され、球団新記録となる開幕12連勝を達成。なお後述する球団合併のため、結果的に岩隈は近鉄バファローズ最後の開幕投手となった。最終的に15勝2敗となり、最多勝と最優秀投手（最高勝率）のタイトルを獲得。シーズン最終戦にして近鉄球団最後の試合である同年9月27日の対オリックス・ブルーウェーブ27回戦（Yahoo!BBスタジアム）では、1回2/3イニングを自責点0で抑えれば、松坂大輔（西武）を抜いて最優秀防御率のタイトルを獲得できるという状況で先発登板したが、あと1人抑えれば確定という2回裏・二死の場面で相川良太に2点本塁打を打たれ、球団では1990年の野茂英雄以来となる投手三冠獲得はならなかった。オールスターゲームのファン投票ではパ・リーグの先発部門でトップとなり、球宴第1戦の先発投手となる。日米野球の第5戦でも7回1失点の好投で勝ち投手となる活躍を見せた。この試合は岩隈にとって近鉄のユニフォームを着て登板した最後の試合となった。一方で、シーズン中に右肩の違和感をたびたび訴え、何度か登板をスライドさせていたが、これが後に悩まされる右肩の故障の前兆だったと言われる。6月に明らかとなった大阪近鉄バファローズとオリックス・ブルーウェーブの球団合併と、シーズン終了後楽天の新規参入に伴う分配ドラフトで、合併球団のオリックス・バファローズに分配されたが、岩隈は合併に際しての労使「申し合わせ」を引き合いに入団を拒否し、オリックス側は説得を試みたが失敗した。
岩隈本人が金銭トレードで新規参入球団である東北楽天ゴールデンイーグルス（義父・広橋公寿が一軍守備走塁コーチとして在籍）への移籍を希望していたのに対し、オリックスは当初、楽天以外の10球団との交換トレードを打診していた。一方でこのころ、中日は球団社長の西川順之助が「（落合博満）監督も含めてみんな『岩隈を欲しい』と言っている」と述べたほか、編成担当・井手峻も「様子を見ている」とコメントするなど、岩隈獲得に興味を示しており、仮にオリックスが同一リーグ球団への岩隈放出に難色を示した場合、交換トレードで岩隈を獲得したいという意向を示していた。当時、中日は岩隈を「川上憲伸（同年の沢村賞）と遜色ない実力の投手」と高く評価し、タイロン・ウッズ（前横浜ベイスターズ）に続く大型補強の目玉として、野口茂樹をはじめ複数投手との交換トレードを視野に入れていた。このほか、読売ジャイアンツ（巨人）・阪神タイガースなども中日と同様に岩隈獲得を模索していると報道されたが、最終的には合併新球団と岩隈双方の今後を考えたオリックス側の譲歩により、同年12月22日に岩隈の希望通り楽天に金銭トレードで譲渡される形で決着した（選手分配ドラフトについてはプロ野球再編問題の当該項参照）。
後に岩隈本人が2024年3月12日公開分の『フルタの方程式』で語ったところによると「一番は新規参入球団で新しい気持ちでやりたいという気持ちが強かった」という。

### 楽天時代

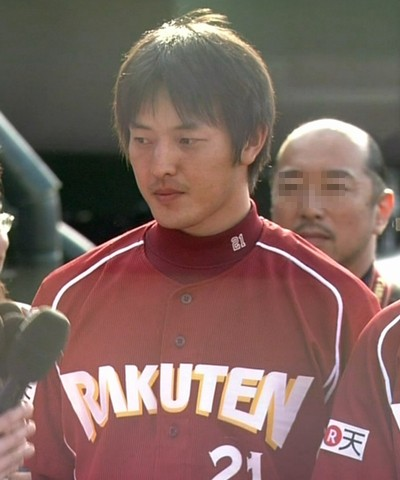
2008年6月22日、広島市民球場にて

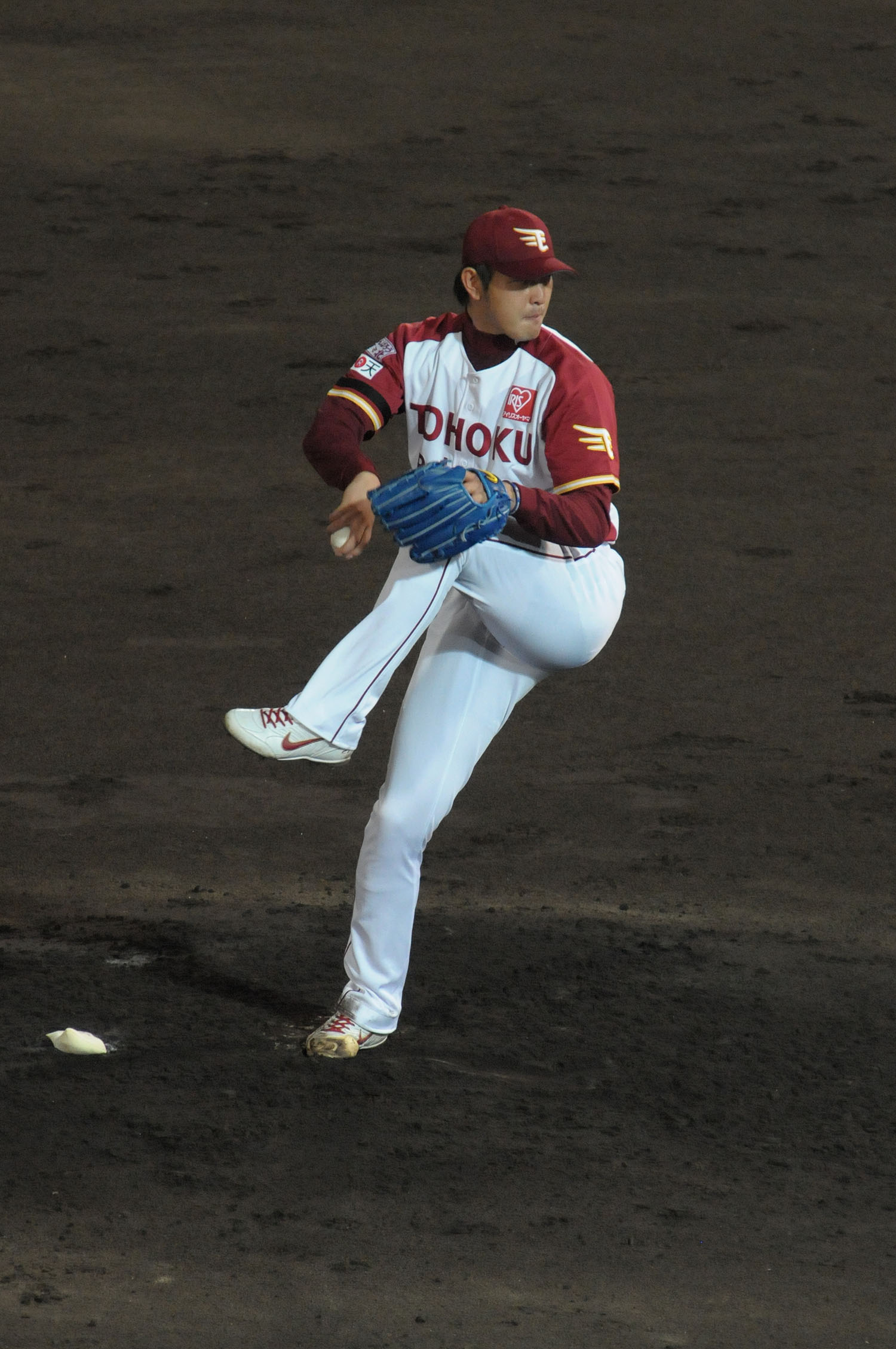
2011年8月30日、こまちスタジアムにて

2005年、楽天球団初年度の開幕投手を任せられ、千葉マリンスタジアムでの対千葉ロッテマリーンズ戦で1失点完投し、球団初の勝利投手になった。その後、1年間にわたり先発ローテーションを守ったが、シーズン途中から右肩の故障などもあり背信投球を繰り返すようになる。それでも新球団の初代エースとして勝ち星も重ねていったが2桁勝利には届かなかった。低迷したチームにおいて9勝を挙げ楽天球団の規定投球回到達投手の第1号となったが、防御率は規定投球回到達投手の中ではワーストの4.99、敗戦数もこの年のリーグワーストの15敗を喫した。
2006年はこの年から禁止事項となった2段モーションを修正するためにフォームを変更したがフォームが固まらず、前年の右肩の故障の影響などで開幕には間に合わず、8月半ばまでは二軍での調整が続いた。8月29日の対日本ハム戦で一軍復帰し、9月12日の対ロッテ戦（千葉）でシーズン初勝利を記録したが最終的には6試合の登板で防御率3.72、1勝2敗に終わった。それでもオフには東北のステキなお父さんを選ぶ「第1回ベストファーザー in 東北」に選出された。
2007年、2年ぶりに開幕投手を務める。1週間後のホーム開幕戦でも先発投手に選ばれたが、試合開始直前（スタメン発表後）に背中の違和感を訴えて登板を回避し、川岸強が急遽登板する事態となり、翌日には登録抹消。4月下旬に一軍復帰して1勝を挙げるも、5月中旬に今度は左脇腹の肉離れを起こし、再び戦線離脱。後半戦に一軍復帰し、7月31日の対ロッテ戦（千葉）で2勝目を挙げる。8月23日の対ロッテ戦（千葉）では野村克則コーチ（当時）と乱闘寸前の小競り合いを起こした。この日は3回まで無失点に抑えたものの、4回に味方の失策を機に崩れ3失点。この回で降板した後、7回途中までロッカールームに閉じこもっていたところを野村に注意され激高し、コーチ陣が割って入り事態は収まったが、その様子はCS放送で中継された。その後、岩隈は試合中に野村に対して謝罪した（なお、2人は堀越高の先輩・後輩という間柄であり、普段はとても仲が良い）。後にロッカールームに閉じこもっていた理由を「娘が発熱し、自宅に連絡していたため」とブログで公表している（なお、試合はその後、楽天が同点に追い着いたが最後はサヨナラ負け。岩隈に勝敗は付かなかった）。その後もシーズン終了まで先発ローテーションの一角を務め、規定投球回こそ届かなかったが最終的に16試合に登板し5勝5敗、防御率3.40を記録。シーズン終了後の10月には曲げるだけで痛みを感じていた右肘の軟骨除去手術を受ける。
2008年、2年連続4度目の開幕投手を務め、7回1失点の好投を見せるも自身に勝敗はつかず、チームはサヨナラ負け。3月27日の対オリックス戦では楽天移籍後初の完封勝利を無四球で挙げた。その後も勝ち星を量産し5月上旬に前年に並ぶ5勝、6月15日の対巨人戦で4年ぶりの10勝目を無四球完封で挙げる。前半戦を19試合の先発で両リーグトップの14勝を記録するも8月の北京オリンピック日本代表にまさかの落選。本人も悔しさをあらわにした。8月16日の対ロッテ戦（千葉）で自己最多となる16勝目。更に9月22日の対西武戦（西武ドーム）で、パ・リーグでは2003年の斉藤和巳以来となる20勝目に到達。そして、シーズン最終登板となった10月5日、Kスタ宮城での対福岡ソフトバンクホークス戦でも勝利し、1985年の佐藤義則以来23年ぶりの21勝を挙げ最多勝を獲得。この試合で防御率ではダルビッシュ有を抜き、勝率では同率であった小松聖をかわして単独投手三冠を達成。リーグ最多投球イニングも記録し、チームのシーズン65勝のうち3分の1近くを1人で挙げる自己最高のシーズンとなった。特筆すべきは被本塁打であり、200投球イニング以上で被本塁打が3本であった（うち2本はセ・パ交流戦で許したもので、パ・リーグチーム相手に許した本塁打は9月29日、ソフトバンクの松田宣浩に打たれた1本のみ）。200投球回数以上で被本塁打3本以下という数字は、1958年に秋本祐作が記録して以来50年ぶりの快挙であった。オフの各表彰では、チームが5位であったにも拘らず沢村賞、最優秀選手、ベストナイン、最優秀バッテリー賞など、投手関連の主要な賞を独占。最優秀選手のBクラスチームからの選出は、1988年の門田博光以来。12月26日に契約更改交渉に臨み、3年総額10億円の複数年契約でサインした。
2009年は開幕前にチームの3代目選手会長に就任。1月には第2子の長男が誕生。シーズンでは開幕戦でダルビッシュと投げ合い、6回1失点で4年ぶりとなる開幕戦勝利を挙げる。しかし、開幕戦は6回59球で降板し、前半戦は100球に達する前での降板が目立った上、6月末には登録を抹消。更に7月12日の対ソフトバンク戦では4回に松中信彦、多村仁志、田上秀則、5回に小久保裕紀の4選手から自身ワーストの1試合4被本塁打を打たれ、被安打はリーグ最多を記録するなど精彩を欠いた。それでも、チーム2位タイとなる13勝を挙げ、15勝の田中将大、13勝の永井怜と共に、チーム初の2位に大きく貢献した。ソフトバンクとのクライマックスシリーズ第1ステージでは第一戦に登板し完投勝利。日本ハムとの第2ステージでは2戦目に登板するも、打線の援護無く8回3失点で第1ステージとは相反した結果となった。3敗で迎えた4戦目にリリーフとして志願登板したが、ターメル・スレッジに勝負を決定づける3点本塁打を打たれ、涙を見せた。オフでは、GQ MEN OF THE YEAR 2009を受賞。
2010年、オリックスとの開幕戦では5安打1失点完投の好投を見せるも、打線が金子千尋に4安打完封と抑えこまれ、敗戦投手となった。その後もなかなか勝ちがつかず、初勝利は4月10日の対オリックス戦だった。4月17日の対ソフトバンク戦で初の完投勝利を挙げると、4月24日の対日本ハム戦ではダルビッシュと投げ合い、完封勝利を挙げる。6月5日の対横浜ベイスターズ戦では三浦大輔から三振を奪い、通算1000奪三振を記録。7月10日の対埼玉西武ライオンズ戦では涌井秀章に投げ勝ち、8月31日の対ロッテ戦では通算100勝を6回無失点の好投で飾った。最終的に防御率2.82の好成績を記録するものの、10勝9敗に終わったが、3年連続2桁勝利を達成。オフには団野村を代理人としてポスティングシステムでのメジャー挑戦を表明。球団はポスティングシステム行使を容認し、オークランド・アスレチックスが交渉権を獲得。スティーブン・ストラスバーグと同水準の4年1525万ドルを提示されたが、岩隈サイドが7年1億2500万ドルを要求したとも言われ、その後の交渉は難航。交渉期限の12月7日午前0時（米国東部時間=日本時間同日午後2時）までの契約合意に至らなかった。その後、入札額についてはアスレチックスが1910万ドル、次いでミネソタ・ツインズが770万ドルの入札をしていたことが明かされ、8日に仙台市内の球団事務所で記者会見し、改めて残留を表明した。
2011年、星野仙一が監督に就任。5年連続となる開幕投手を務めて白星を挙げた。開幕当初は安定した内容を続け、4月の月間MVPも受賞したが、5月10日の日ハム戦（Kスタ）にて完投目前のところで右肩を負傷して緊急降板。負傷を抱えたまま次の17日の巨人戦（Kスタ）で先発登板したが5回39球で降板し、以降右肩の治療のため2か月戦線離脱。7月の後半には戦線復帰したものの状態は思わしくなく、投球数も多くて100球前後、少ないときは80球前後での交代が多かった。それでもQS率82.4%を記録し、規定投球回には届かなかったものの防御率2.42、WHIP1.05の成績を残したが、打線の援護に恵まれなかったため6勝7敗と4年連続2桁勝利とはならなかった。8月2日には代理人を団野村からポール・コブに変更していたことを明かし、オフには海外FA権を行使してのメジャー移籍を目指すことを表明した。

### マリナーズ時代

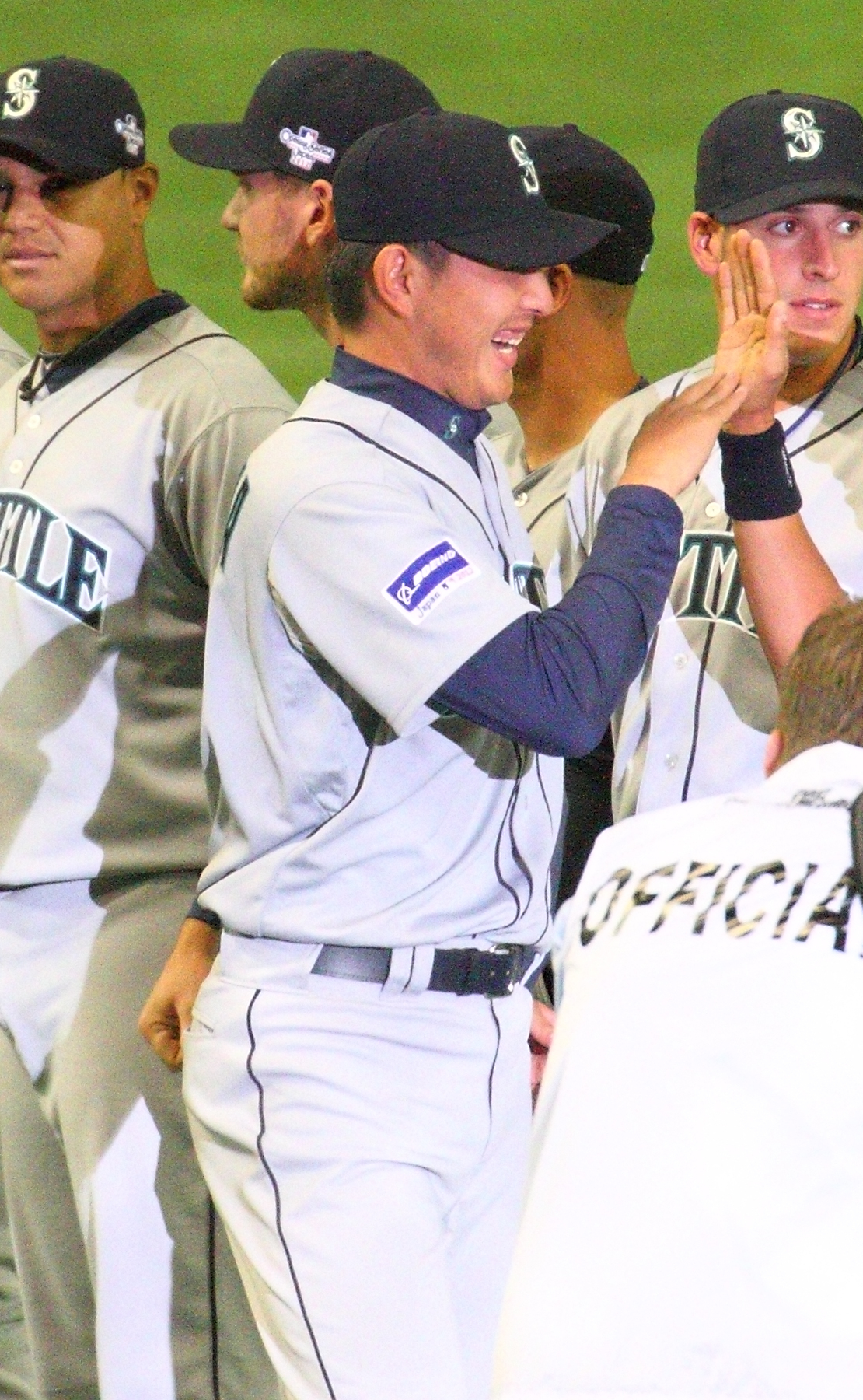
2012年3月28日、東京ドームで行われた開幕戦にて

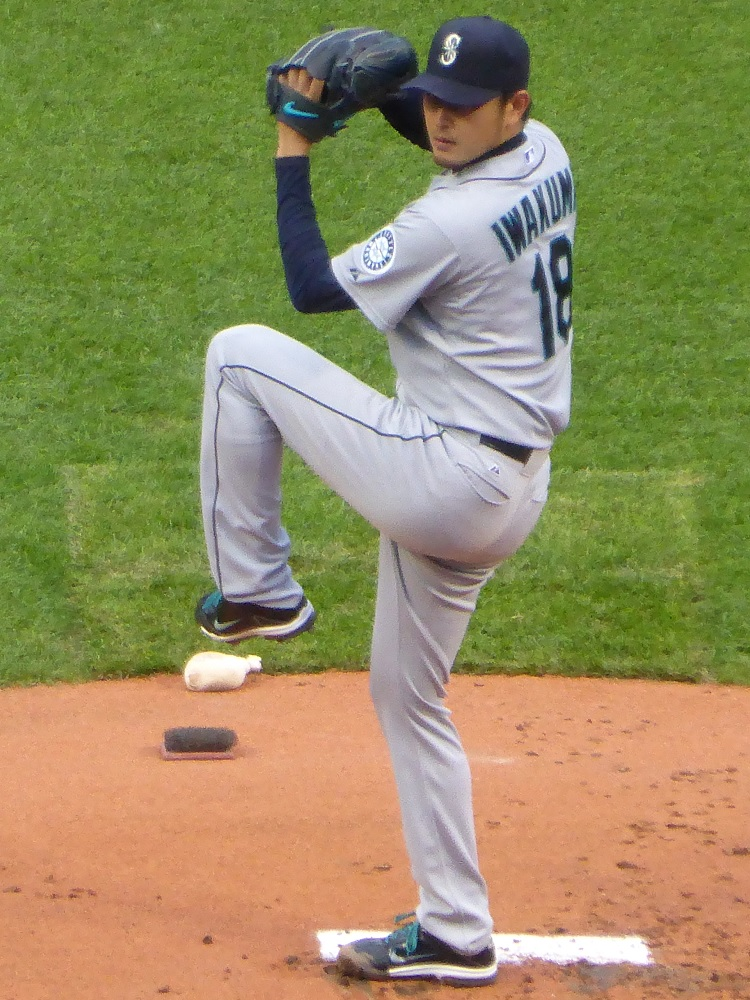
2014年7月29日、プログレッシブ・フィールドにて日米通算2000投球回を達成

2012年1月5日にシアトル・マリナーズと年俸150万ドル＋先発数20以上と投球回数140以上、タイトル受賞によって変動していく出来高340万ドルの1年契約を結んだ。スプリングトレーニングでは5試合の登板で防御率3.60、WHIP1.53の成績を残すも、先発ローテーション入りすることなく開幕を迎える。しかし開幕から出番がなく、4月17日にはメジャー開幕ロースターに登録された全投手で登板のない唯一の選手となり、20日のシカゴ・ホワイトソックス戦の6回に3番手としてメジャーリーグ初登板。その後はロングリリーフとして起用され、5月30日のテキサス・レンジャーズ戦では7回から3回を投げ5安打3失点、2四死球の投球でプロ入り後初となるメジャー初セーブを挙げる。6月16日のサンフランシスコ・ジャイアンツ戦では同点の6回から2回無安打無失点の投球でメジャーリーグ初勝利を挙げる。7月2日のボルチモア・オリオールズ戦でメジャーリーグ初先発。この試合ではイチローと川﨑宗則も先発出場し、同一チームで日本人選手3人が先発出場するのはメジャーリーグ史上初となった。後半戦から先発ローテーション入りし、7月30日のトロント・ブルージェイズ戦では、8回を4安打、1失点、13奪三振、3四球の投球で先発初勝利を挙げ、13奪三振はプロ入り後の自己最多かつルーキーとしての球団最多記録となった。8月17日のミネソタ・ツインズ戦では7回1失点の好投で4勝目を挙げる。この試合では4回まで走者を出さず、フェリックス・ヘルナンデスが前日に達成した完全試合から合わせて、メジャーリーグ史上1974年以降最長となる42者連続アウトのチーム記録を達成した。9月14日のレンジャーズ戦ではダルビッシュ有と投げ合い、51⁄3回を2本塁打を含む7安打2失点の投球で5敗目を喫する。後半戦はデビッド・プライスに次ぐリーグ2位の防御率2.50を記録。最終的には先発としては16試合に登板し8勝4敗、防御率2.65、WHIP1.23。防御率はフェリックス・ヘルナンデスが2005年に記録した2.67を抜いて球団新人記録となった。9月には代理人をアーン・テレムに変更していたことを明かし、11月4日に2年総額1400万ドル（3年目は年俸700万ドルの球団オプション）でマリナーズと契約を延長した。
2013年、開幕から先発ローテーション入りし、誕生日となった4月12日のレンジャーズ戦ではダルビッシュ有と投げ合い、62⁄3回を3安打1失点の投球で2勝目を挙げ、この試合の5回に四球を与えるまで開幕から18回連続無四球も記録した。6月10日のヒューストン・アストロズ戦まで、ホームのセーフコ・フィールドでは前年から9試合連続でのクオリティ・スタートを記録する安定した投球を続け、前半戦は20試合の先発で8勝4敗、リーグ6位の防御率3.02、リーグ1位のWHIP0.94の成績で折り返し、オールスターに選手間投票での選出を果たす。前半戦最終戦となった7月14日のロサンゼルス・エンゼルス・オブ・アナハイム戦に先発したため、アメリカン・リーグの監督を務めたデトロイト・タイガース監督のジム・リーランドの方針でオールスター当日の登板はなかった。25日のツインズ戦では、6回4安打無失点の好投でメジャー移籍後初の10勝目を挙げ、9月13日のセントルイス・カージナルス戦で200イニングに到達。その後も好投を続け、後半戦は13試合の先発で6勝2敗、防御率2.14、WHIP1.11の好成績を残し、最後の3試合は23回連続無失点を記録。シーズン通算ではリーグ7位の14勝、日本人選手歴代2位となるリーグ3位の防御率2.66、同じく日本人選手歴代1位となるリーグ2位のWHIP1.01、同じく2位となるリーグ3位の219.2イニングを投げ、rWARはリーグ1位かつ日本人投手歴代1位となる7.0、RSAAはリーグ1位の36.13を記録した。P/IP（1イニングあたりの投球数）はリーグ1位の14.12、ストライク割合（ストライク/全投球）68%、与四死球率1.64は共にリーグ3位と、コントロールと燃費のよさが目立つシーズンとなった。サイ・ヤング賞投票ではマックス・シャーザーとダルビッシュ有に次ぐ3位に入る。
2014年、1月20日に南カリフォルニアで練習中にネットを掴んだ際に右手中指の第一関節を痛め、4週間から6週間の投球禁止となったことを2月12日に発表した。28日の再検査でさらに3週間の投球禁止と診断され、3月29日に15日間の故障者リスト入りした。4月27日からAAA級タコマ・レイニアーズでリハビリを開始し、5月3日に故障者リストから外れた。メジャー通算50試合目の先発となった同日のアストロズ戦で復帰しシーズン初勝利を挙げ、その後も3連勝を挙げる。6月には2試合連続の5失点を喫したが、7月7日のツインズ戦でメジャー通算30勝目に到達し、12日のオークランド・アスレチックス戦では82⁄3回を無失点の投球で規定投球回に到達するなど復調。14試合の先発で8勝4敗、防御率2.98、WHIP1.00の成績で前半戦を折り返す。7月29日のクリーブランド・インディアンス戦では日米通算2000投球回に到達し9勝目を挙げる。10勝目を挙げた8月8日のホワイトソックス戦で前年からの合計350イニングに到達し、翌年の契約オプションの更新条件を満たす。9月5日のレンジャーズ戦で2年連続の14勝目を挙げ、チームもワイルドカードを争う好調を見せていたが、その後3連敗を喫し、9月は防御率7.61、WHIP1.56と絶不調に陥る。シーズン最終登板では61⁄3回を4安打2失点の投球でメジャー自己最多の15勝目を挙げるが、チームは1勝差で13年ぶりのポストシーズン進出を逃しシーズンを終えた。この年は与四球21（与四球率1.06）と抜群の制球力を見せた。オフには日米野球2014のMLB選抜に選出され、東京ドームでの第2戦に先発登板した。
2015年、開幕から3試合に登板して0勝1敗、防御率6.61と不調で、右広背筋を痛めて4月24日に15日間の故障者リスト入りした（登録上は21日から）。7月6日に復帰し、デトロイト・タイガース戦に先発したが5回5失点で降板し敗戦投手となった。8月12日のボルチモア・オリオールズ戦で先発し、3四球7奪三振で、MLBでは自身初完投、初完封となるノーヒットノーランを達成。日本人選手としては、2001年の野茂英雄（ボストン・レッドソックス）以来2人目の達成となった。2015年のメジャーリーグ・レギュラーシーズンでは4人目、DH制のあるアメリカン・リーグでは3年ぶりの達成となった。戦線離脱もあったため、20試合の先発登板に留まって規定投球回到達を逃した。調子の波が大きかったこともあり、防御率はメジャー移籍後ワーストの3.54だった。11月2日にFAとなった。フリーエージェントとなった岩隈の獲得にドジャースが乗り出していることが4日分かったが、フィジカルチェック後に白紙に戻され、12月18日、マリナーズと1年契約（2017年、2018年の契約は球団が選択権を持つ）で再契約した。
2016年、防御率はメジャー移籍以来最低となる4点台でシーズンを終えるも、勝利数はメジャー自己最多となる16勝を挙げる。
2017年、開幕から6試合の先発登板で0勝2敗、防御率4.35の成績で、6試合目の登板となった5月3日のロサンゼルス・エンゼルス戦で左膝に打球を受けた。当初は次回の登板を予定より2日順延させ、同月11日のトロント・ブルージェイズ戦に先発予定と発表されたが、新たに右肩の炎症も発覚したため、同10日に10日間の故障者リスト入りとなった。その後の精密検査の結果、同13日には4～6週間の離脱を要すると発表された。6月14日には傘下アドバンスドA+級のモデスト・ナッツで実戦復帰を果たし、4回を1安打無失点、4三振と好投した。同19日に傘下AAA級タコマ・レイニアーズで2度目の調整登板を行い、順調ならば同月週末のヒューストン・アストロズ戦でメジャーに復帰する予定だったが、2回で1本塁打を含む4安打4失点、3三振、2四球と精彩を欠き、メジャー昇格は見送られた。7月4日には同1日に行った投球練習の際に違和感を訴え、最低1週間のノースロー調整を要すると発表され、9月19日には今シーズン中の復帰を断念することをスコット・サーバイス監督が発表した。同27日に右肩のクリーニング手術を受け、回復まで5か月を要する見込みと診断された。11月2日に翌年の契約オプションを行使しないことを通告され、FAとなったが、11月27日にマリナーズとマイナー契約を結び、2018年のスプリングトレーニングに招待選手として参加することになった。
2018年9月5日、傘下マイナーの1Aエバレットの一員としてスポケーン戦に先発し、2回4安打3失点、1奪三振、3四球で敗戦投手となった。球速は88マイル（約142km/h）を記録するなど、復調の兆しがあった。前年9月の手術後、今回が3度目の実戦登板だった。9月11日、メジャーでの登板を果たせないまま、この年のシーズン限りでマリナーズを退団することが発表された。岩隈本人は来シーズン以降も現役を続投する意向で、日本球界復帰も視野に入れている。9月26日の本拠地でのオークランド・アスレチックス戦の試合前に始球式を務めた（捕手役はイチロー）。

### 巨人時代
2018年12月6日に読売ジャイアンツが岩隈と契約を結んだことを発表し、19日に入団会見が行われた。背番号は21。
2019年はキャンプ当初から右肩のリハビリが長引いていたが、8月21日のイースタン・リーグの日本ハム戦で日本球界復帰後初登板を果たし、1イニングを三者凡退に抑えた。しかし、実戦復帰が終盤近くだったこともあり日本では新人時代の2000年以来となる一軍登板なしに終わった。
2020年も一軍登板はなかった。10月、原辰徳監督の提案で東京ドームでシート打撃に登板するも、1球投げただけで右肩を脱臼し、引退を決断。同月19日に現役を引退することが球団から正式発表された。

### 日本代表
2004年にアテネオリンピック野球日本代表に選出される。
2009年3月に開催された第2回ワールド・ベースボール・クラシック(WBC)の日本代表に選出された。同大会では松坂大輔、ダルビッシュと共に先発の三本柱を任される。一次ラウンドでは韓国との1位決定戦に先発したが、51⁄3回を1失点に抑えるも打線の援護がなくチームは0-1で惜敗した。二次ラウンドの初戦キューバ戦では2番手として登板し、1回を2三振で抑える。二次ラウンドのキューバとの敗者復活戦で6回を無失点に抑え、チームは5-0で勝利。この試合ではキューバ中堅手のヨエニス・セスペデスが小笠原道大の放った中飛を落球するなど霧深い悪質なグラウンドコンディションであったが、守りやすくしようと「フライを打たせないようにした」と低めにスライダーやシュートを制球し、アウトの15/18は内野ゴロで打ち取り、一次リーグで最も本塁打数の多かったキューバ打線を完全に手玉に取って準決勝進出に貢献した。決勝の韓国戦では奉重根と投げ合い、大会史上最高投球回数（第2回大会当時）となる72⁄3回を2失点に抑える快投を見せる。試合は8回を終わって3対2と日本リードであったが、9回裏から登板したダルビッシュが同点とされたため勝利投手の権利は得られなかった。大会に出場した全投手中最多の合計20回を投げ3失点で防御率1.35、WHIP0.90を記録。全試合で好投したものの打線の援護は計6点と少なく、救援失敗などもあって個人成績は1勝（1敗）に終わるも優秀選手賞を受賞した。MVPは3戦に先発し3勝した松坂大輔であったが、決勝戦直後のシャンパンファイトでは、チームメイトらから「クマ!クマ!クマ!」のかけ声で胴上げを受けた。WBCでの活躍があり、2006年の荒川静香以来の宮城県民栄誉賞が授与された。

### 現役引退後
2021年1月12日に古巣のシアトル・マリナーズの特任コーチに就任することが球団から発表された。代理人はワッサーマン・メディア・グループ。また、テレビ東京の野球解説者・日本テレビのゲスト解説者・J SPORTS MLB中継の野球解説者をそれぞれ務める。さらに、12月31日に自身のインスタグラムより、シアトル・マリナーズとアドバイザー契約を結んだことを発表した。しかし、コロナ禍のために日本で生活をしながら、仕事をすると明かした。
2022年3月には硬式野球チーム『青山東京ボーイズ』を立ち上げ、義父の広橋公寿らと共に中学生に指導を行っている。
2024年からはフジテレビ『すぽると!』のレギュラー解説者となり、またフジテレビ系列の野球中継解説も本数契約で務める。

## 選手としての特徴

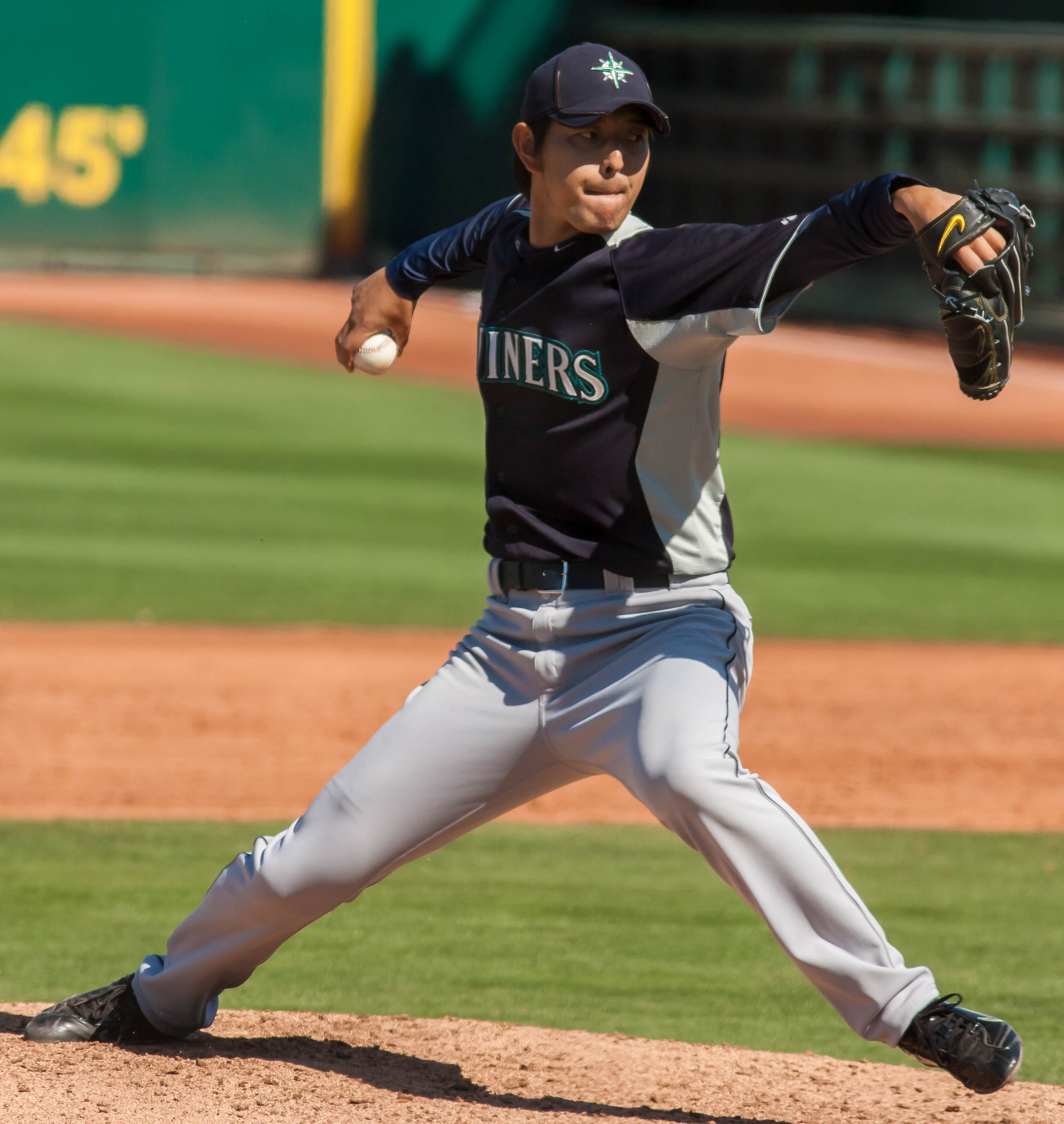
岩隈の投球フォーム
（2012年3月20日、シアトル・マリナーズのスプリングトレーニングにて）

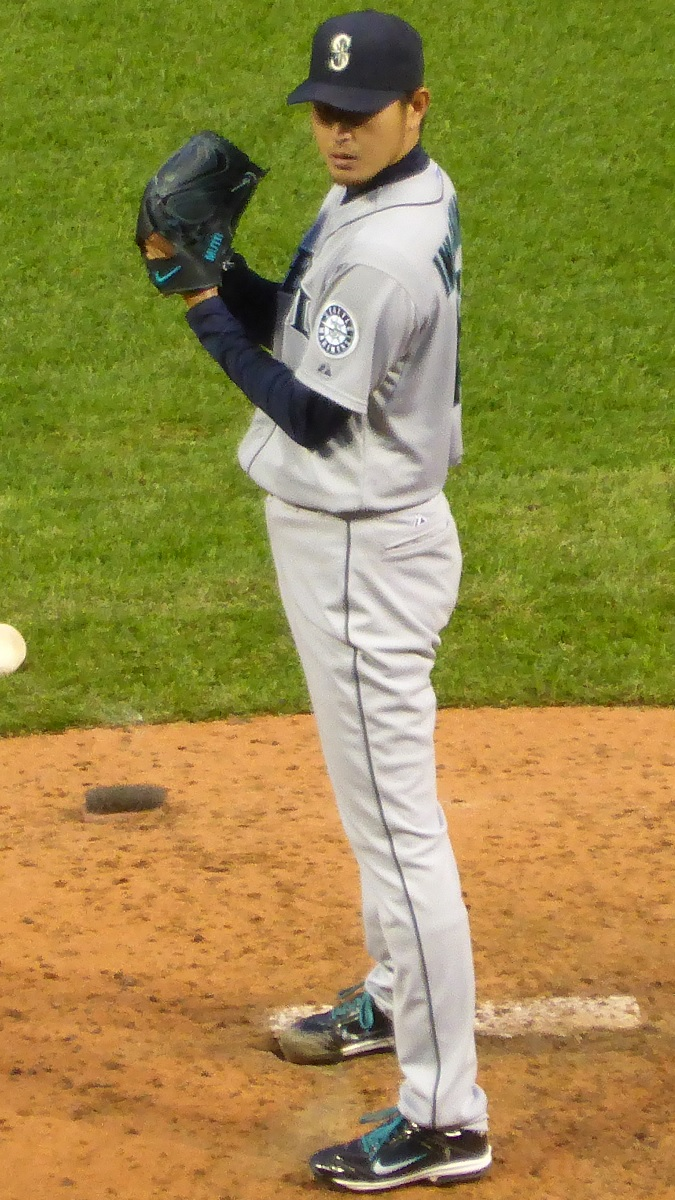
岩隈のセットポジション
（2014年7月29日）

スリークォーターから平均球速89.5mph（約144km/h）のフォーシームと平均88.6mph（約142.6km/h）のツーシーム、平均84.8mph（約136.5km/h）のフォークボール、平均81.1mph（約130.5km/h）の2種類の球速や変化の違うスライダー、平均72.5mph（約116.7km/h）のカーブを投げ分ける。
制球力は日本時代から高い評価を得ており、NPBでの通算与四球率は1.99を記録。メジャーのスカウトからは「コマンド（狙ったスポットに投げる能力）と球を低めに集めるコントロール（ストライクに投げる能力）はダルビッシュよりずっと上」との評価を得ていた。同じくスプリットも日本時代からメジャーのスカウトより「スプリットはメジャーでも最高級」との評価を得ており、マリナーズ移籍後もスカウトやGM、選手から、速球とほぼ同じリリースポイントから正確に低めに投げることができる点からメジャー最高の決め球のひとつに挙げられた。クイックモーションにも定評があり、2014年には被盗塁成功率0%を記録している。2014年にはESPNにより「メジャー最高の先発9投手」に選ばれている。
近鉄時代は右腕をダラリと垂らす独特のタメから投げ込む特徴的なスリークォーターから繰り出す最速153km/hのストレートと100km/h台のスローカーブと大きく曲がる縦のスライダーを武器にしたスタイルだった。
楽天移籍後はストレートがシュート回転することを課題としていたが、2008年には下半身が安定したことで球持ちが良くなり、球速も2010年には平均球速約142.6km/h、最速152km/hを記録。また、楽天移籍後は肩に負担の大きい縦のスライダーを多投しないようになり、真下かシンカー方向に落とすフォークボールを中心に、斜めに小さく曲がる横のスライダーや右打者の内角へ切り込む速いシュート、110km/h - 120km/h台で打者のタイミングを外すカーブをまれに使って、アウトの65パーセント近くをゴロで稼ぐ。
マリナーズ移籍前まではフォーシームの速球を投球の中心に考えていたが、移籍後は打者の手元で動くムービング系の球種を中心に考えるようになる。シュートはツーシームと呼ぶようになり、日本時代に使っていた右打者のインコースを攻める投球に加えて右打者のフロントドアや左打者のバックドアを攻める投球を身につけた。さらに、日本ではホームベース目がけて落とすようにスプリッターを使っていたが、メジャーの投手たちがワンバウンドするかどうかギリギリの所に落ちる球種を投げているのを見て、落とす場所をしっかり意識してスプリッターを投げるようになったと言う。また、マリナーズ移籍前の2011年には右肩腱板の故障から球速が落ちていたが、移籍後は前述の通り平均球速89.3mph（約143.7km/h）を記録している。
練習ではラグビーボールを一回り小さくした楕円形の長球を使ったキャッチボールをしており、肘を故障したことを考慮して肘の位置を確認しながら投げているという。これにより肘の位置が前年と比べて高くなったことで、フォークの落差が大きくなったと話している。

## 人物
右投げ右打ちだが、元々は左利きであり、食事やペン等は左手を使っている。
愛称はクマ、催眠術師 (hypnotist)。近鉄時代はなにわのプリンス、また当時監督の梨田昌孝からは、足の長さ・細さからバンビちゃんとも呼ばれ、楽天移籍後は杜の貴公子と呼ばれた。所属するマリナーズではRock Bear（岩 熊）と称し熊を模したグッズを製作している。
高校の同級生に安達祐実、佐藤江梨子がいる。
分配ドラフトの際にオリックスを拒否して楽天への入団に拘った理由として、オリックスが嫌だった訳ではなく、合併によって近鉄の選手達と別れてプレーすることになったため、それなら新規参入球団である楽天でプレーしたかったと話している。
ケガをしてシーズンを棒に振った経験から、無理をしないことを信条としているため、大敗している場面でもないのに球数100球未満で降板する場面がたびたびあり、楽天時代の監督の野村克也や『サンデーモーニング』に出演している張本勲などに、チームのエースとしての姿勢に反する行動と批判されたことがある。特に野村は、エースとしての姿勢について田中将大とは正反対と評している。
2008年のセ・パ交流戦で優秀選手賞を受賞した際、賞金の100万円を岩手・宮城内陸地震の被災地に寄付した。
2016年4月25日、この月に発生した熊本地震を受けて、熊本県に対して2000万円を寄付した。
端正な顔立ちとしても認められている。
創価学会員である。聖教新聞によると、岩隈がマウンドに立つ際、池田大作の言葉を思い浮かべて自分を奮い立たせているという。
2023年7月6日に第4子三女が誕生。ちなみに岩隈は2002年に結婚して実際にすぐに長女が生まれて父親になったこともあり、「長女と三女が20歳以上も離れている漫画みたいな感じになった」と形容している。

## 詳細情報

### 年度別投手成績
| 年 度     | 球 団     | 登 板 | 先 発 | 完 投 | 完 封 | 無 四 球 | 勝 利 | 敗 戦 | セ 丨 ブ | ホ 丨 ル ド | 勝 率 | 打 者 | 投 球 回 | 被 安 打 | 被 本 塁 打 | 与 四 球 | 敬 遠 | 与 死 球 | 奪 三 振 | 暴 投 | ボ 丨 ク | 失 点 | 自 責 点 | 防 御 率 | W H I P |
| --------- | --------- | ----- | ----- | ----- | ----- | -------- | ----- | ----- | -------- | ----------- | ----- | ----- | -------- | -------- | ----------- | -------- | ----- | -------- | -------- | ----- | -------- | ----- | -------- | -------- | ------- |
| 2001      | 近鉄      | 9     | 8     | 1     | 1     | 0        | 4     | 2     | 0        | --          | .667  | 192   | 43.2     | 46       | 3           | 13       | 0     | 3        | 25       | 1     | 0        | 28    | 22       | 4.53     | 1.35    |
| 2002      | 近鉄      | 23    | 23    | 2     | 0     | 1        | 8     | 7     | 0        | --          | .533  | 594   | 141.1    | 132      | 10          | 42       | 2     | 8        | 131      | 4     | 1        | 62    | 58       | 3.69     | 1.23    |
| 2003      | 近鉄      | 27    | 27    | 11    | 0     | 1        | 15    | 10    | 0        | --          | .600  | 809   | 195.2    | 201      | 19          | 48       | 2     | 3        | 149      | 2     | 0        | 85    | 75       | 3.45     | 1.28    |
| 2004      | 近鉄      | 21    | 21    | 7     | 1     | 2        | 15    | 2     | 0        | --          | .882  | 647   | 158.2    | 149      | 13          | 30       | 2     | 8        | 123      | 0     | 0        | 57    | 53       | 3.01     | 1.13    |
| 2005      | 楽天      | 27    | 27    | 9     | 0     | 1        | 9     | 15    | 0        | 0           | .375  | 796   | 182.1    | 218      | 19          | 40       | 3     | 6        | 124      | 7     | 0        | 113   | 101      | 4.99     | 1.41    |
| 2006      | 楽天      | 6     | 6     | 2     | 0     | 0        | 1     | 2     | 0        | 0           | .333  | 169   | 38.2     | 43       | 4           | 12       | 0     | 1        | 16       | 0     | 0        | 18    | 16       | 3.72     | 1.42    |
| 2007      | 楽天      | 16    | 16    | 0     | 0     | 0        | 5     | 5     | 0        | 0           | .500  | 388   | 90.0     | 95       | 6           | 23       | 0     | 2        | 84       | 0     | 0        | 47    | 34       | 3.40     | 1.31    |
| 2008      | 楽天      | 28    | 28    | 5     | 2     | 3        | 21    | 4     | 0        | 0           | .840  | 787   | 201.2    | 161      | 3           | 36       | 1     | 4        | 159      | 4     | 0        | 48    | 42       | 1.87     | 0.98    |
| 2009      | 楽天      | 24    | 24    | 5     | 0     | 1        | 13    | 6     | 0        | 0           | .684  | 710   | 169.0    | 179      | 15          | 43       | 1     | 6        | 121      | 3     | 0        | 62    | 61       | 3.25     | 1.31    |
| 2010      | 楽天      | 28    | 28    | 4     | 1     | 2        | 10    | 9     | 0        | 0           | .526  | 821   | 201.0    | 184      | 11          | 36       | 1     | 12       | 153      | 1     | 1        | 68    | 63       | 2.82     | 1.09    |
| 2011      | 楽天      | 17    | 17    | 2     | 1     | 0        | 6     | 7     | 0        | 0           | .462  | 471   | 119.0    | 106      | 6           | 19       | 0     | 5        | 90       | 1     | 0        | 34    | 32       | 2.42     | 1.05    |
| 2012      | SEA       | 30    | 16    | 0     | 0     | 0        | 9     | 5     | 2        | 0           | .643  | 519   | 125.1    | 117      | 17          | 43       | 3     | 3        | 101      | 5     | 0        | 49    | 44       | 3.16     | 1.28    |
| 2013      | SEA       | 33    | 33    | 0     | 0     | 0        | 14    | 6     | 0        | 0           | .700  | 866   | 219.2    | 179      | 25          | 42       | 4     | 2        | 185      | 10    | 0        | 69    | 65       | 2.66     | 1.01    |
| 2014      | SEA       | 28    | 28    | 0     | 0     | 0        | 15    | 9     | 0        | 0           | .625  | 709   | 179.0    | 167      | 20          | 21       | 2     | 2        | 154      | 2     | 0        | 70    | 70       | 3.52     | 1.05    |
| 2015      | SEA       | 20    | 20    | 1     | 1     | 0        | 9     | 5     | 0        | 0           | .643  | 516   | 129.2    | 117      | 18          | 21       | 1     | 1        | 111      | 1     | 0        | 53    | 51       | 3.54     | 1.06    |
| 2016      | SEA       | 33    | 33    | 0     | 0     | 0        | 16    | 12    | 0        | 0           | .571  | 836   | 199.0    | 218      | 28          | 46       | 3     | 5        | 147      | 4     | 0        | 95    | 91       | 4.12     | 1.33    |
| 2017      | SEA       | 6     | 6     | 0     | 0     | 0        | 0     | 2     | 0        | 0           | .000  | 128   | 31.0     | 27       | 7           | 12       | 0     | 2        | 16       | 1     | 0        | 16    | 15       | 4.35     | 1.25    |
| NPB：11年 | NPB：11年 | 226   | 225   | 48    | 6     | 11       | 107   | 69    | 0        | 0           | .608  | 6384  | 1541.0   | 1514     | 109         | 342      | 12    | 58       | 1175     | 23    | 2        | 622   | 557      | 3.25     | 1.20    |
| MLB：6年  | MLB：6年  | 150   | 136   | 1     | 1     | 0        | 63    | 39    | 2        | 0           | .618  | 3574  | 883.2    | 825      | 115         | 185      | 13    | 15       | 714      | 23    | 0        | 352   | 336      | 3.42     | 1.14    |

- 各年度の太字はリーグ最高

### 年度別守備成績
| 年 度 | 球 団 | 投手（P） | 投手（P） | 投手（P） | 投手（P） | 投手（P） | 投手（P） |
| 年 度 | 球 団 | 試 合     | 刺 殺     | 補 殺     | 失 策     | 併 殺     | 守 備 率  |
| ----- | ----- | --------- | --------- | --------- | --------- | --------- | --------- |
| 2001  | 近鉄  | 9         | 4         | 3         | 1         | 0         | .875      |
| 2002  | 近鉄  | 23        | 5         | 32        | 0         | 2         | 1.000     |
| 2003  | 近鉄  | 27        | 15        | 26        | 1         | 0         | .976      |
| 2004  | 近鉄  | 21        | 5         | 21        | 0         | 1         | 1.000     |
| 2005  | 楽天  | 27        | 13        | 31        | 1         | 3         | .978      |
| 2006  | 楽天  | 6         | 4         | 5         | 2         | 1         | .818      |
| 2007  | 楽天  | 16        | 7         | 8         | 0         | 0         | 1.000     |
| 2008  | 楽天  | 28        | 11        | 41        | 2         | 4         | .963      |
| 2009  | 楽天  | 24        | 11        | 40        | 2         | 2         | .962      |
| 2010  | 楽天  | 28        | 14        | 52        | 1         | 1         | .985      |
| 2011  | 楽天  | 17        | 4         | 17        | 1         | 0         | .955      |
| 2012  | SEA   | 30        | 7         | 10        | 1         | 1         | .944      |
| 2013  | SEA   | 33        | 13        | 26        | 1         | 2         | .975      |
| 2014  | SEA   | 28        | 17        | 24        | 1         | 1         | .976      |
| 2015  | SEA   | 20        | 6         | 21        | 0         | 1         | 1.000     |
| 2016  | SEA   | 33        | 11        | 19        | 0         | 1         | 1.000     |
| 2017  | SEA   | 6         | 1         | 2         | 0         | 1         | 1.000     |
| NPB   | NPB   | 226       | 93        | 276       | 11        | 14        | .971      |
| MLB   | MLB   | 150       | 55        | 102       | 3         | 7         | .981      |

- 各年度の太字はリーグ最高

### WBCでの投手成績
| 年 度 | 代 表 | 登 板 | 先 発 | 勝 利 | 敗 戦 | セ ｜ ブ | 打 者 | 投 球 回 | 被 安 打 | 被 本 塁 打 | 与 四 球 | 敬 遠 | 与 死 球 | 奪 三 振 | 暴 投 | ボ ｜ ク | 失 点 | 自 責 点 | 防 御 率 |
| ----- | ----- | ----- | ----- | ----- | ----- | -------- | ----- | -------- | -------- | ----------- | -------- | ----- | -------- | -------- | ----- | -------- | ----- | -------- | -------- |
| 2009  | 日本  | 4     | 3     | 1     | 1     | 0        | 73    | 20.0     | 12       | 1           | 6        | 0     | 0        | 15       | 0     | 0        | 3     | 3        | 1.35     |

### タイトル
- 最多勝利：2回（2004年、2008年）
- 最優秀防御率：1回（2008年）
- 最高勝率：2回（2004年、2008年） ※最優秀投手として表彰

### 表彰
NPB
- 沢村栄治賞：1回（2008年）
- 最優秀選手：1回（2008年）
- ベストナイン：2回（2004年、2008年）
- 最優秀投手：2回（2004年、2008年）
- 最優秀バッテリー賞：1回（2008年 捕手：藤井彰人）
- セ・パ交流戦 日本生命賞：1回（2008年）
- 月間MVP：5回（2003年4月、2004年4月、2004年5月、2008年6月、2011年4月）
- JA全農Go・Go賞（最多奪三振賞）：1回（2004年5月）
- ゴールデンスピリット賞：1回（2008年）

MLB
- ア・リーグ 週間MVP：1回（2015年8月）

国際大会
- 第2回WBCベストナイン（2009年）

その他
- 日本プロスポーツ大賞 殊勲賞：1回（2008年）[122]
- 報知プロスポーツ大賞（野球部門パ・リーグ）：1回（2008年）
- 紺綬褒章：1回（2021年[123]）

### 記録
初記録（NPB）
- 初登板・初勝利：2001年5月29日、対日本ハムファイターズ10回戦（東京ドーム）、8回裏一死に8番手として救援登板・完了、1回2/3を1失点
- 初奪三振：同上、8回裏二死に野口寿浩から
- 初先発：2001年6月10日、対日本ハムファイターズ13回戦（大阪ドーム）、3回5失点で敗戦投手
- 初先発勝利：2001年8月19日、対福岡ダイエーホークス24回戦（福岡ドーム）、6回1失点
- 初完投勝利・初完封勝利：2001年9月18日、対西武ライオンズ26回戦（大阪ドーム）
- 初安打：2005年6月4日、対東京ヤクルトスワローズ5回戦（明治神宮野球場）、5回表に石川雅規から右前安打

初記録（MLB）
- 初登板：2012年4月20日、対シカゴ・ホワイトソックス戦（セーフコ・フィールド）、6回表に3番手として登板・完了、4回1安打1失点1四球（2奪三振）
- 初奪三振：同上、6回表一死にアレクセイ・ラミレスから空振り三振
- 初勝利：2012年6月16日、対サンフランシスコ・ジャイアンツ戦（セーフコ・フィールド）、6回表に登板、2回無安打無失点1四球
- 初先発：2012年7月2日、対ボルチモア・オリオールズ戦（セーフコ・フィールド）、
- 初先発勝利：2012年7月30日、対トロント・ブルージェイズ戦（セーフコ・フィールド）、8回4安打1失点
- 初完投勝利・初完封勝利：2015年8月12日対ボルチモア・オリオールズ戦（セーフコ・フィールド）、9回無安打3四球（7奪三振）
- 初セーブ：2012年5月31日、対テキサス・レンジャーズ戦（レンジャーズ・ボールパーク・イン・アーリントン）、7回から2番手として登板し3回3失点

節目の記録（NPB）
- 1000投球回：2008年8月16日、対千葉ロッテマリーンズ17回戦（千葉マリンスタジアム）、4回裏三死目にサブローを三振で達成 ※史上314人目
- 1000奪三振：2010年6月5日、対横浜ベイスターズ4回戦（横浜スタジアム）、2回裏に三浦大輔から ※史上128人目
- 100勝：2010年8月31日、対千葉ロッテマリーンズ17回戦（千葉マリンスタジアム）、6回無失点 ※史上127人目（205試合登板での100勝達成はドラフト制後では松坂大輔、上原浩治、菅野智之、江川卓、和田毅に次ぎ6番目のスピード記録：2020年時点）[124]。
- 1500投球回：2011年8月23日、対北海道日本ハムファイターズ15回戦（札幌ドーム）、6回裏三死目に稲葉篤紀を三振で達成 ※史上164人目

その他の記録
NPB
- オールスターゲーム出場：3回（2003年、2004年、2008年）
- 開幕投手からのシーズン連勝：12（2004年）※パ・リーグ記録
- 全員奪三振：2009年9月1日、対埼玉西武ライオンズ戦、史上5人目（なお、同試合で7者連続奪三振も記録）[125]
- 複数球団での最多勝利タイトル獲得 ※史上5人目

MLB
- MLBオールスターゲーム選出：1回（2013年）
- ノーヒットノーラン：2015年8月12日、対ボルチモア・オリオールズ戦、3四球7奪三振[67]

国際大会
- WBCにおける1登板中史上最多投球回数：7.2回（2009年）

### 背番号
- 48（2000年 - 2002年）
- 21（2003年 - 2011年、2019年 - 2020年）
- 18（2012年 - 2017年）
  - 20（アテネ五輪、2009年WBC）

### 登場曲
- 「Pacific Island Music」Def Tech（2007年）
- 「小さな掌」Aqua Timez（2008年前期）
- 「NO.1」日華（2008年後期 - 2010年）
- 「Almost Famous」Eminem（2011年）
- 「ただ、ありがとう」MONKEY MAJIK（2019年 - ）

### 代表歴
- 2004年アテネオリンピックの野球競技・日本代表
- 2009 ワールド・ベースボール・クラシック日本代表

## 関連情報

### 野球以外での受賞
- 第1回 ベストファーザー(イエローリボン賞) IN 東北（2006年）[126]
- 宮城県民栄誉賞（2009年）
- GQ Men of the Year 2009（2009年）

### テレビ
- 森田一義アワー 笑っていいとも!（フジテレビ）
- メレンゲの気持ち（日本テレビ）
- おしゃれイズム（日本テレビ）
- Going!Sports&News（日本テレビ）
- 奇跡のレッスン（NHK BS1）
- すぽると!（フジテレビ）[127]

### CM
- すき家（スザンヌと共演）
- ジーンズカジュアルショップ アメリカ屋
- スカパー!
- NHK 地上デジタル放送 普及促進

### 著書
- 『絆（きずな）冬は必ず春となる』潮出版社（2009年）
- 『イワクマクマときずなのえほん』主婦の友社（2010年） - 岩隈がプロデュースし、夫人と娘が執筆した岩隈久志を主人公とした絵本。
- 『投球革命』ベースボール・マガジン社（2010年）
- 『感情をコントロールする技術』ワニブックス（2013年）
- 『岩隈久志のピッチングバイブル メジャーリーグトップクラスの少ない球数で打ち取る投球術』 舵社（2014年）